# Clístenes de Sició
Clístenes (en grec antic: Κλεισθένης, llatí: Cleisthenes), fill d'Aristònim, fou un tirà de Sició entre els anys 600 i 570 aC. Era descendent d'Ortàgores, fundador de la dinastia uns cent anys abans (després del 700 aC). Va succeir com a tirà al seu avi Miró, probablement amb oposició, pel que diuen Heròdot i Pausànias.
El 595 aC va ajudar els amfíccions en la guerra sagrada (en) contra Cirra, que va acabar al cap de deu anys amb la destrucció de la ciutat. A continuació, va fer la guerra a Argos, i, segons Heròdot, l'odi que els tenia era tan gran que va prohibir a Sició la recitació dels poemes d'Homer, atès que a Argos se celebrava un festival de recitació. Va restituir el culte a Dionís, i va prohibir el culte a Adrast, l'heroi argiu. Va modificar el nom de les tribus dòries, donant-los noms ofensius derivats de la truja, l'ase i el porc (Ὑᾶται, Ὀνεᾶται, Χοιρεᾶται), mentre que a la seva pròpia tribu li va donar el nom de senyors del poble (Ἀρχέλαοι).
Aristòtil diu que va mantenir el seu poder pel respecte al poder de la seva força militar i a les victòries obtingudes, i perquè el seu govern va ser moderat. No se sap del cert la data de la mort de Clístenes, però encara governava el 582 aC quan va guanyar una cursa de carros als jocs pitis. La seva filla Agarista, per qui el seu pare va organitzar un concurs entre els grecs per donar-la en matrimoni, es va casar amb l'alcmeònida Mègacles.